# 薩爾瓦托雷·博凱蒂
薩爾瓦托雷·博凱蒂（義大利語：Salvatore Bocchetti）是意大利足球運動員。在場上司職後衛。博凱蒂的職業球員生涯開始在阿斯科利，他的首場意甲比賽是在2006年12月20日，對巴勒莫的比賽。在2008-09賽季，博凱蒂轉會至熱那亞，并已成為熱那亞的主力球員。博凱蒂也是意大利U21代表隊的隊員之一，參加了北京奧運和2009年的歐青賽。